# Phebellia turanica
Phebellia turanica là một loài ruồi trong họ Tachinidae.